# Fregida

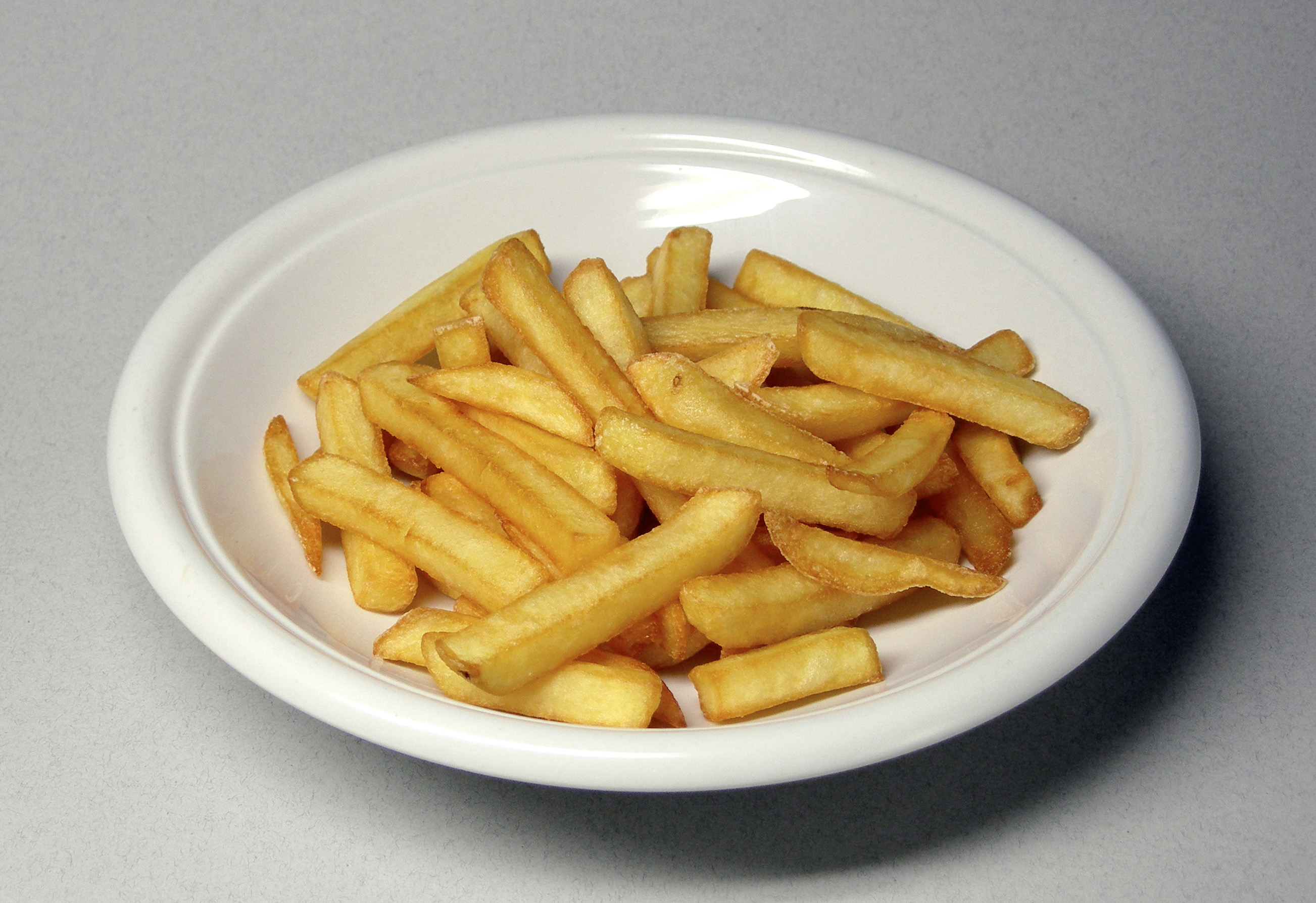
Patates fregides

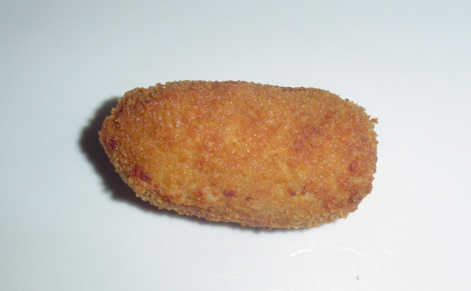
Una croqueta

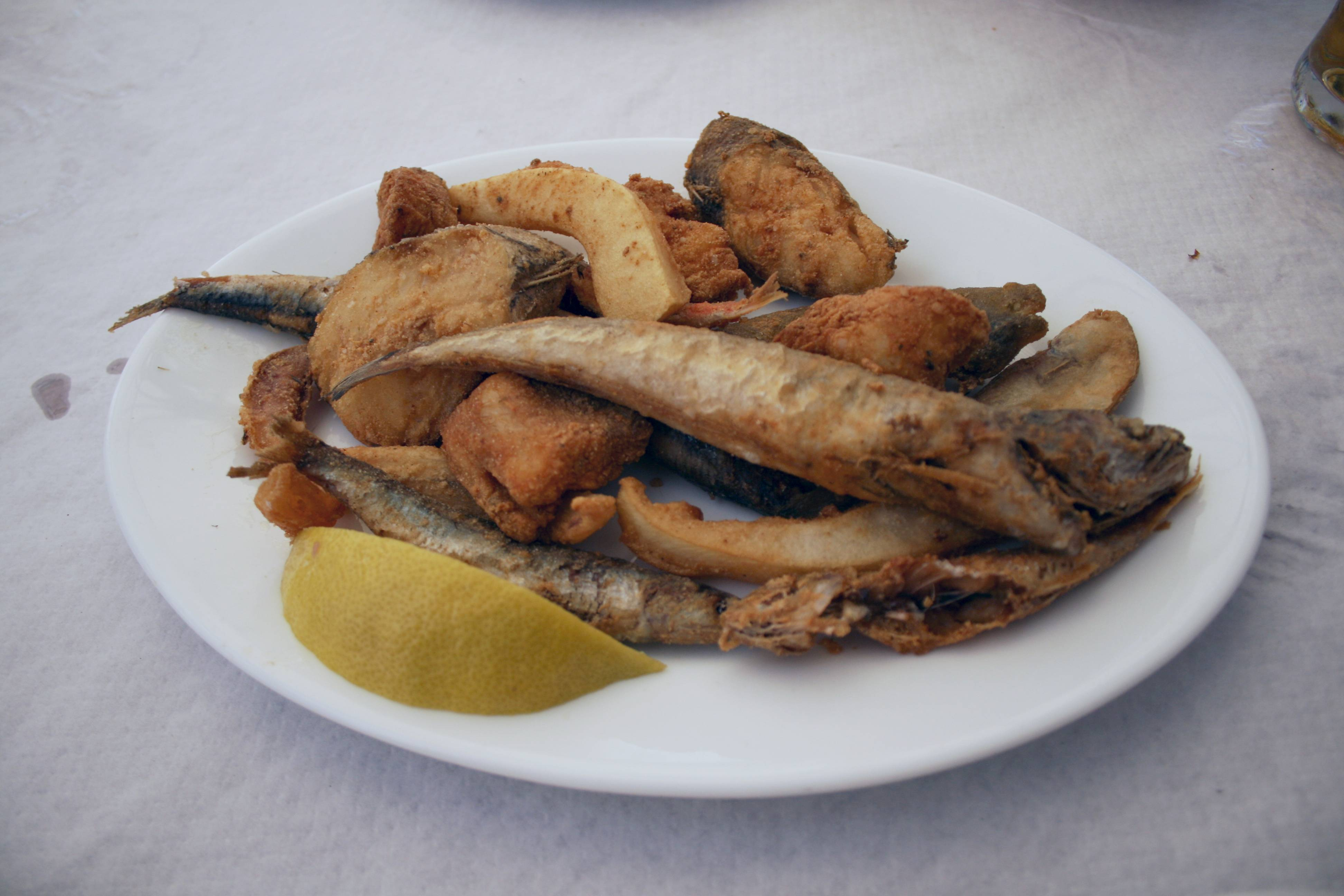
Peix fregit

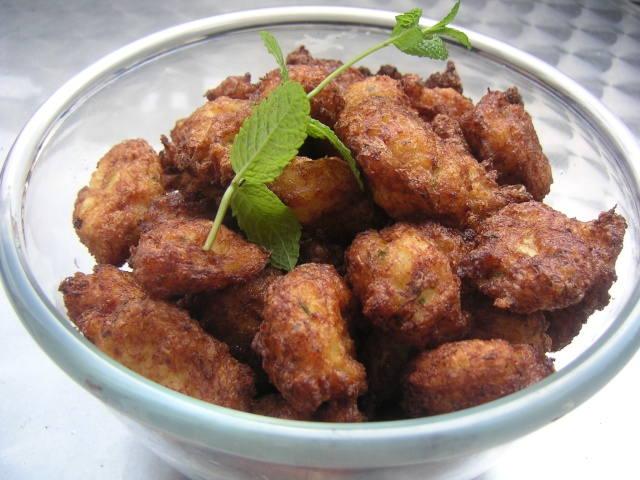
Bunyols de bacallà

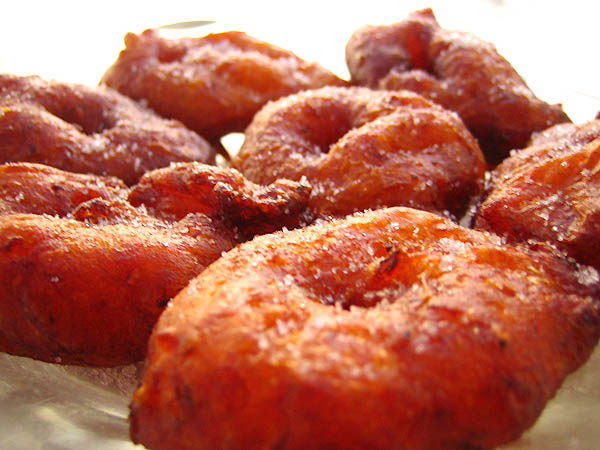
Bunyols dolços

La fregida és una tècnica de cocció a la qual l'aliment se submergeix en un recipient ple de greix a elevada temperatura i es cou en aquest, mentre se li continua aplicant calor, usualment al fogó. La temperatura del greix ha de ser elevada i propera a la d'ebullició, però sense arribar a bullir, i el temps de cocció és molt breu. Si està ben fet, l'oli o greix forma una molt fina capa cruixent i impermeable a la superfície exterior de l'aliment, que no deixa passar la resta de greix a dins. D'aquesta manera, l'aliment queda cuit a l'interior amb el mateix suc, i sec i cruixent a la superfície.
Per a una bona fregida és essencial que el greix sigui molt calent i que sigui abondant. En altre cas, aquest penetra a l'interior i és completament absorbit per l'aliment, que queda pesant, tou, empapat i molt oliós.
A la Mediterrània i els Països Catalans el greix més utilitzat és l'oli d'oliva, que es considera el més apte per les seves propietats físiques i característiques nutricionals, tot i que per influència d'altres indrets i en locals de baixa categoria, és cada vegada més comú que es facin amb altres olis més econòmics. En altres cultures es poden utilitzar greixos animals (mantega, saïm, etc.) o sintètics (vegetalina, oli vegetal, etc.). A la indústria se sol usar l'oli de coco o de palma.

## Tipus de fregida
Es poden fregir aliments de manera que conservin el seu aspecte inicial, per exemple, pebrots, o talls de peix o de carn, que es poden fregir sense preparació prèvia o bé prèviament arrebossats amb farina, farina i ou, pa ratllat i ou, aigua i farina, etc. També es poden fregir tallats en trossos més petits, com típicament algunes verdures (albergínia, carabassó, patata, etc.), també tal qual (patates, moniatos, etc.) o bé arrebossats o en foma de bunyol. La tècnica de la fregida és essencial en un bunyol dolç o salat, ja que la mateixa pasta cuita al forn és una lionesa. Altres aliments que típicament es fregeixen són les croquetes, empanadilles, etc. El peix fregit i el marisc fregit (calamars, rabes, gambes, pops, etc.) són molt habituals a la cuina mediterrània com a entrant, aperitiu o fins i tot com a plat; si són petits, sencers; i en altre cas, tallats a trossos, com per exemple, les rabes.
El sofregit es distingeix del fregit en el fet que la cocció és més lenta i a foc més suau.

## Dolç i salat
La fregida no s'utilitza només en preparacions salades sinó també en dolces, és el cas, per exemple, dels bunyols, des xuixos, dels xurros, etc.

## Reutilització de l'oli
Tradicionalment, als Països Catalans se sol guardar, per separat, ja que agafa el gust, l'oli d'oliva de fregir la carn i el del peix, ja que es pot reutilitzar, prèviament filtrat, un o dos cops, per a fregir aliments similars. L'oli de girasol com a molt es pot reutilitzar una sola vegada. A més, l'oli d'oliva emprat per a fregir alguns productes, en receptes més elaborades, com paelles, guisats, etc., s'utilitzen després per a elaborar el sofregit que s'emprarà al mateix plat. D'altres vegades, aquest oli o part d'ell s'aprofita per a emulsionar-lo amb ou, all, el suc que ha deixat el peix o la carn, etc. per a l'elaboració de salses semblants a l'allioli, maionesa, pil-pil, etc. que queden integrades al mateix plat. Un altre ús molt habitual és per a l'elaboració de la massa de les panades, on se sol usar l'oli que ha fregit el farciment.
Fins fa poc, i encara es fa en alguns indrets, la resta d'oli sobrant de les fregides es barrejava amb sosa càustica per a l'elaboració de sabó. Recentment, per influència de moviments sostenibilistes, etc., cada cop més joves ho tornen a fer. En qualsevol cas el que no s'ha de fer és tirar-lo per l'aiguat.